# Китинг, Тимоти
Ти́моти Джон Ки́тинг (англ. Timothy John Keating; род. 16 ноября 1948, Дейтон, Огайо, США) — американский военный деятель, адмирал ВМС США в отставке.

## Биография

### Молодые годы
Тимоти Дж. Китинг родился 16 ноября 1948 года в Дейтоне (штат Огайо). Его отец участвовал во Второй мировой войне. Тимоти был первым из пяти детей в семье, и родители научили его относиться к другим людям так, как к своим будущим детям. Он рос вблизи авиабазы «Райт-Паттерсон», и однажды отец взял его на ежегодный авиасалон, где он был сражён видом летящих самолётов и решил стать лётчиком. Тимоти проучился четыре года в Архиепископской Алтерской средней школе в Кеттеринге, окончив её в 1967 году.

### Военная служба
С 1967 по 1971 год Китинг учился в Военно-морской академии США в Аннаполисе (штат Мэриленд). После службы на борту авианосца «USS Leonard F. Mason» в западной части Тихого океана, в августе 1973 года Китинг завершил лётную подготовку и стал военно-морским лётчиком. После этого он поступил в 82-й штурмовой эскадрон, в составе которого летал на «LTV A-7 Corsair II» и два раза принимал участие в операциях в Средиземном море на борту «USS Nimitz».
В сентябре 1978 года Китинг вступил в 122-й ударно-истребительный эскадрон на авиационной станции «Лемур» (штат Калифорния), а затем в 15-е авианосное крыло в качестве штабного посадочно-сигнального офицера на борту «USS Kitty Hawk», развёрнутого сначала в Западной части Тихого, а затем в Индийском океане.
С мая 1982 по июль 1984 года Китинг занимал пост административного, операционного и обслуживающего офицера 94-й ударно-истребительного эскадрона, приняв участие в двух операциях в западной части Тихого океана на борту «USS Enterprise». После этого он стал камп-адъютантом Командира Тихоокеанского командования вооружённых сил США.
В мае 1987 года Китинг принял на себя командование 87-м ударно-истребительным эскадроном из «McDonnell Douglas F/A-18 Hornet», развёрнутым в составе Восьмого авианосного крыла на борту USS Theodore Roosevelt на севере Атлантического и в Средиземном море. После операций с 87-м крылом, он занял должность начальника Отдела поручений авиационных младших офицеров Командования военно-морского состава в Вашингтоне (округ Колумбия). С января 1991 года, в ходе операции «Буря в пустыне» во время войны в Персидском заливе, Китинг был заместителем командующего Семнадцатым авианосным крылом, участвовавшим в боевых действиях с авианосца «USS Saratoga». Позже Китинг стал сотрудником Группы стратегических исследований в Ньюпорте (штат Род-Айленд). Затем он стал заместителем командира Девятого авианосного крыла на борту «USS Nimitz» в Персидском заливе, а в июле 1993 года принял командование им. В ноябре 1994 года Китинг стал командиром Центра военно-морского штурма и воздушной войны на авиационной станции «Фэллон» (штат Невада). В 1994-1995 годах он командовал Вторым авианосным крылом в рамках проведения операции «Южный дозор».
В сентябре 1995 года Китинг вернулся в Командование состава в качестве директора Отдела распределения авиационных офицеров. С августа 1996 по июнь 1998 года он занимал пост заместителя Директора по операциям Операционного управления Комитета начальников штабов в Вашингтоне (округ Колумбия), пока в июне 1998 года не принял на себя командование Пятой авианосной ударной группой, базирующейся в Йокосуке (Япония), на борту USS Independence и USS Kitty Hawk. С сентября 2000 года Китинг занимал пост заместителя Руководителя военно-морскими операциями. 11 сентября 2001 года он находился в Пентагоне, подвергнувшемся террористической атаке, в результате которой погибли его сотрудники. В 2001-2002 годах Китинг служил заместителем командира Объединённой оперативной группы в регионе Юго-Западной Азии на авиабазе «Принц Султан» в Аль-Хардже (Саудовская Аравия)

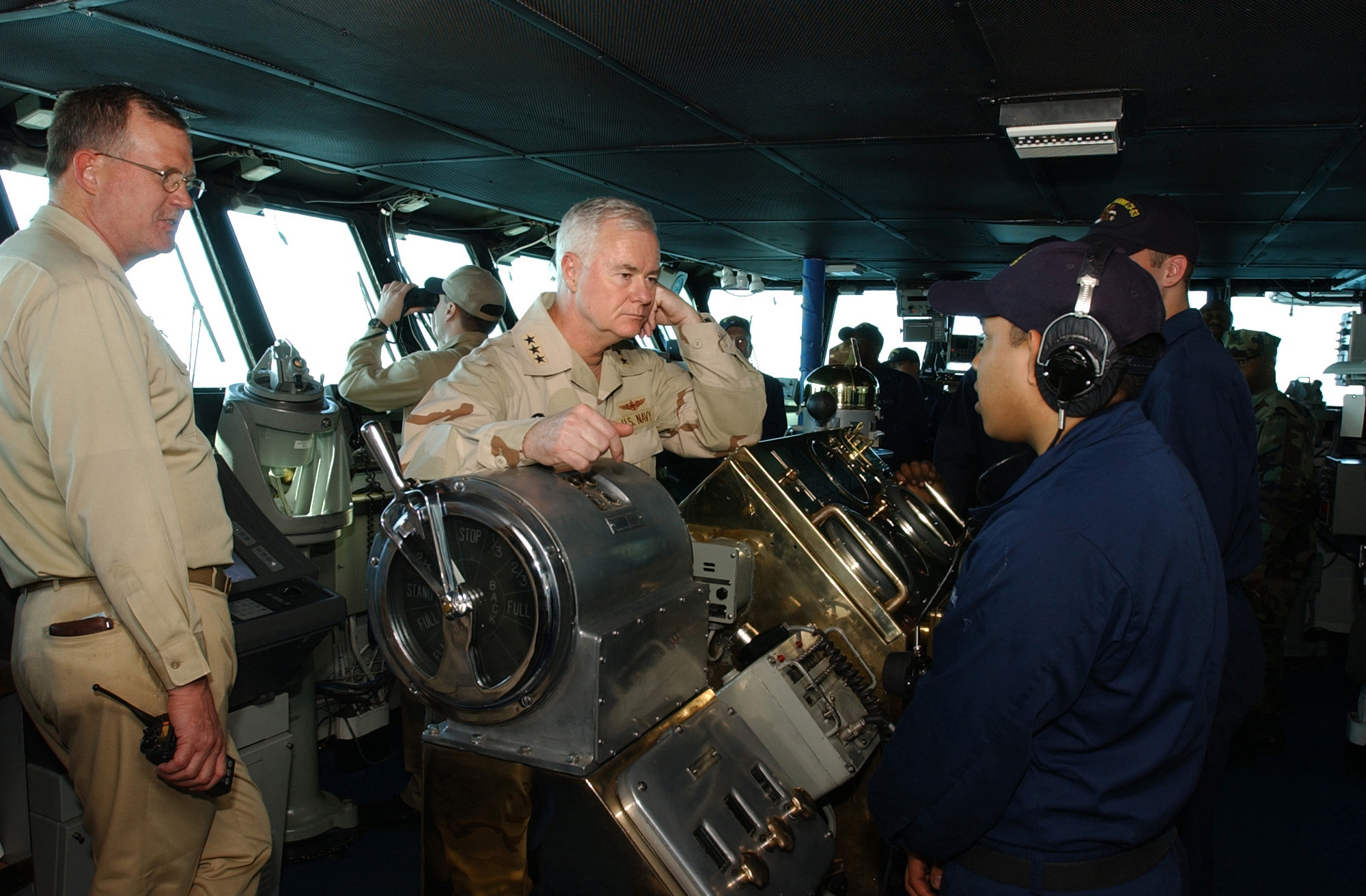
Китинг на «USS Kitty Hawk», 1 марта 2003 года.

10 февраля 2002 года Китинг стал Командиром Пятого флота ВМС США и Центрального командования ВМС США в Манаме (Бахрейн). В марте 2003 года он побывал на «USS Kitty Hawk», прибывший для участия в операции «Иракская свобода», назвав его «домом вдалеке от дома», а в апреле — на USS Tarawa, поблагодарив моряков за вклад в освобождение Ирака. 18 апреля во время недельного визита в зону командования, Мастер-шеф-петти-офицер ВМС Терри Скотт присвоил Китингу почётное звание мастер-шеф-петти-офицера. 25 августа он посетил «USS Nimitz», на котором прослужил больше чем на любом другом корабле за всю свою жизнь. 7 октября Китинг ушёл с должности командира флота и командования, внеся большой вклад в освобождение Ирака.
С 13 октября 2003 по 21 октября 2004 года он был Директором Объединённого штаба. 15 июня 2004 года министр обороны Дональд Рамсфелд объявил о том, что президент США Джордж Буш возвёл Китинга в звание адмирала. С 5 ноября 2004 по 23 марта 2007 года он был Командиром Командования воздушно-космической обороны Северной Америки и Северного командования Вооружённых сил США, став первым адмиралом на этой должности.

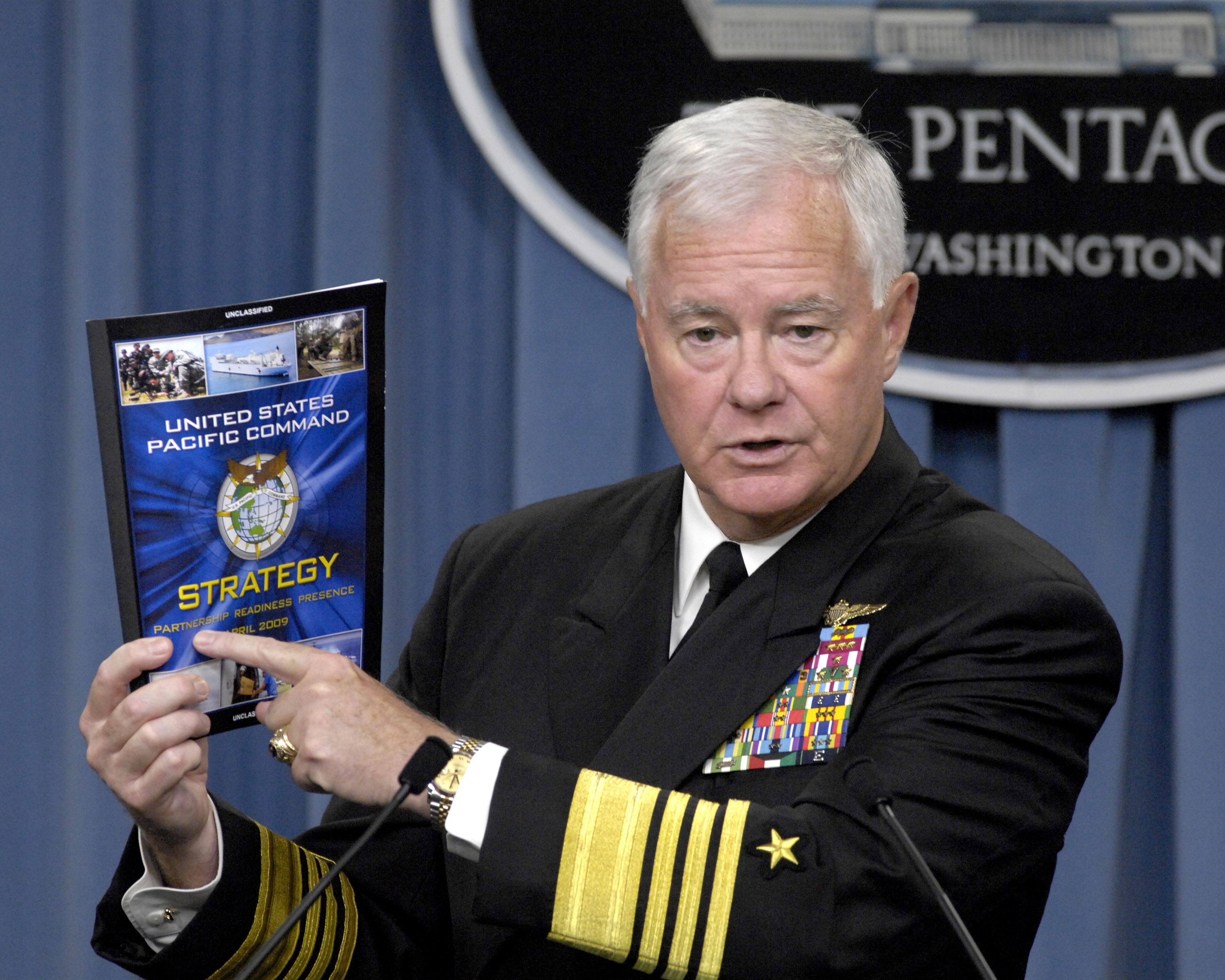
Китинг со стратегией развития Командования, Пентагон, 22 июля 2009

26 марта 2007 Китинг стал Командиром Тихоокеанского командования вооружённых сил США со штаб-квартирой в Гонолулу (штат Гавайи). В августе 2007 года он положил начало строительству Тихоокеанского центра ведения боевых действий на Форд-Айленде, предназначенного для обучения и тренировки солдат, готовых оперативно и эффективно отреагировать на любые события на Азиатско-Тихоокеанском театре военных действий. 7 декабря он посетил церемонию памяти моряков «USS Oklahoma», погибших в ходе японского нападения на Перл-Харбор. В мае 2008 года Китинг активно выступал на поставку в пострадавшую от циклона Мьянму гуманитарной помощи, однако военное правительство этой страны запретило четырём кораблям ВМС с продовольствием и пресной водой приближаться к берегу. Китинг посетил более 29 из 36 стран региона, в частности, 12-14 декабря 2007 — Вьетнам, 14 декабря — Лаос, 28 июня — Филиппины, 21 ноября — Мальдивы, 23 ноября — Бангладеш, 16 января 2008 — Китай, 25 февраля — Самоа, 8 апреля — Микронезию, 9 апреля — Бруней, 20 апреля 2009 — Японию, 14 мая — Индию, 12 августа — Сингапур, 4 сентября — Тонга. Вместе с этим, на этой «лучшей работе в мире», в ноябре 2008 года он пересмотрел стратегию Командования, построив её на принципах партнёрства, укрепления мира и стабильности, благодаря чему регион пребывал в относительном мире без существенных военных инцидентов.
Китинг был командиром Тихоокеанского командования до 19 октября 2009 года, когда ушёл на пенсию после 42-летней карьеры, имея на своём счету более 5000 лётных часов и 1200 посадок на палубах авианосцев.

### В отставке
После отставки Китинг остался международным консультантом нескольких организаций, членом Совета по международным отношениям, а также членом совета директоров ряда корпоративных и не-некоммерческих организаций, частности «Jamestown Foundation», а также начал давать лекции в Военно-морской аспирантской школе. 2 ноября 2013 года он был награждён Distinguished Sea Service Award.

## Личная жизнь

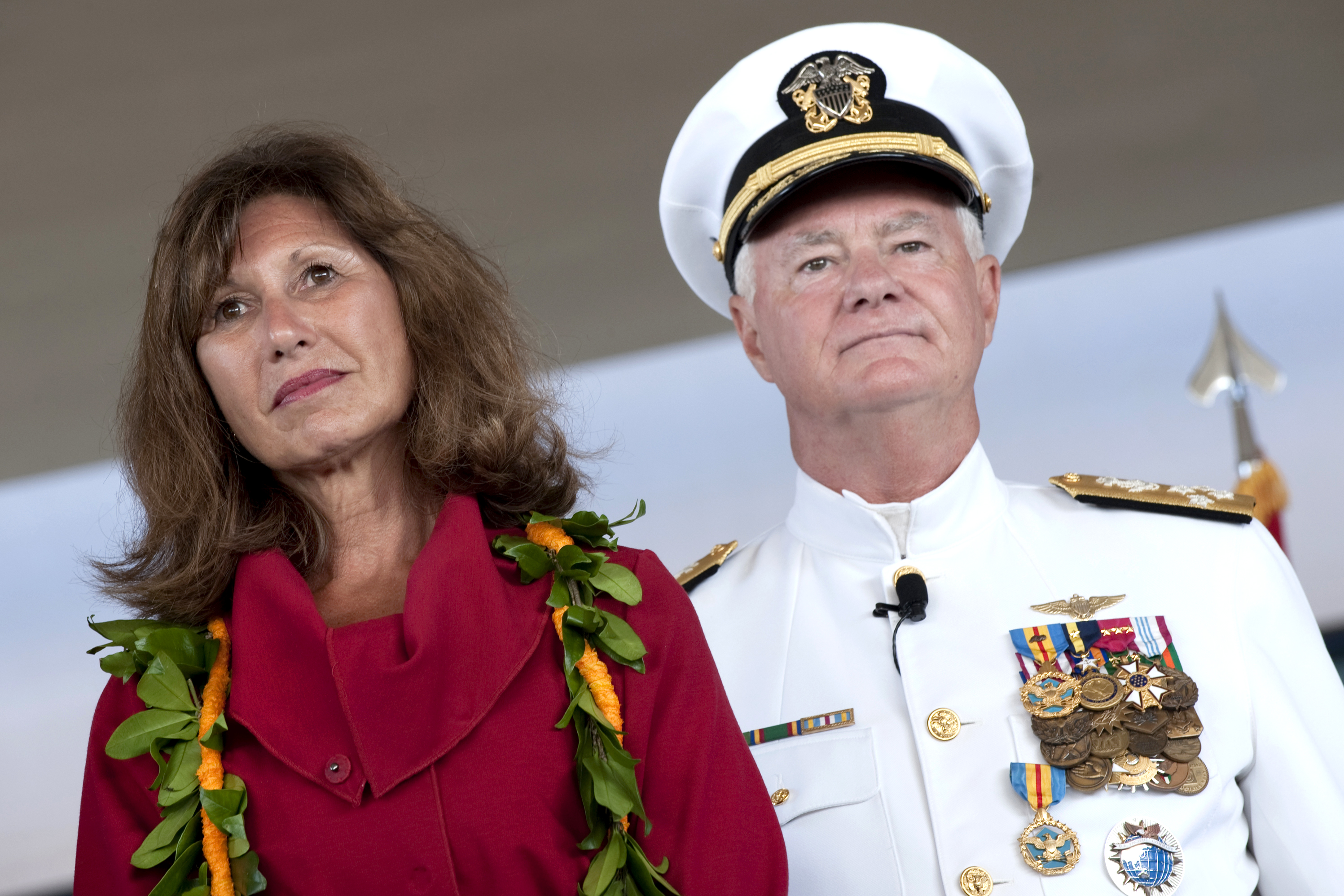
Китинг с женой Вандой на Гавайях, 19 октября 2009 года.

Китинг женился на Ванде Ли, встретившись с ней на авиабазе «Лемур» в Калифорнии. Он называет её самым «лучшим, что когда-либо случилось со мной», бесконечным источником поддержки и поощрения, помогавшим ему на протяжении всей военной карьеры. У них двое детей: сын Дэниэл Патрик Мартин (род. 6 февраля 1969), служащий в эскадроне «F/A-18», и дочь Джули Кэтрин Мартин Камарделла, вышедшая за пилота «F/A-18».

## Награды
В дополнение к многочисленным наградам Соединённых Штатов, Китинг является кавалером военных наград Великобритании, Бахрейна, Республики Корея, Филиппин, Тайваня.
23 марта 2007 года Начальник штаба обороны Канады Рик Хиллер от имени генерал-губернатора Канады Микаэли Жан наградил Китинга Крестом похвальной службы.
12 августа 2009 года заместитель премьер-министра и министр обороны Сингапура Тео Чихан наградил Китинга Военной Медалью похвальной службы). 29 сентября министр обороны Японии Тосими Китадзава от имени императора Японии наградил Китинга Орденом Восходящего солнца I степени).
| |                                                         | |  |
| Бронзовый пучок дубовых листьев · Бронзовый пучок дубовых листьев · Бронзовый пучок дубовых листьев | Золотая звезда повторного награждения                   | Золотая звезда повторного награждения · Золотая звезда повторного награждения · Золотая звезда повторного награждения |  |
| | Золотая звезда повторного награждения                   | |  |
| Литера «V» · Золотая звезда повторного награждения · Золотая звезда повторного награждения          | Серебряная звезда повторного награждения                | |  |
| | Бронзовая звезда за службу · Бронзовая звезда за службу | |  |
| | Бронзовая звезда за службу · Бронзовая звезда за службу | Бронзовая звезда за службу · Бронзовая звезда за службу · Бронзовая звезда за службу                                  |  |
| Бронзовая звезда за службу · Бронзовая звезда за службу · Бронзовая звезда за службу                |                                                         | |  |
| | Бронзовая звезда за службу · Бронзовая звезда за службу | Бронзовая звезда за службу · Серебряная звезда за службу · Бронзовая звезда за службу                                 |  |
| |                                                         | |  |
| |                                                         | |  |

Сверху вниз, слева направо: Знак авиатора
- Первый ряд: Медаль Министерства обороны «За выдающуюся службу» с тремя дубовыми листьями, Медаль «За выдающуюся службу» ВМС с золотой звездой, Орден «Легион почёта» с тремя золотыми звездами;
- Второй ряд: Медаль «За похвальную службу», Медаль похвальной службы с золотой звездой, Воздушная медаль с наградной цифрой[англ.] «3»;
- Третий ряд: Похвальная медаль ВМС с двумя золотыми звёздами и знаком «V»[англ.], Медаль «За успехи» ВМС[англ.] с серебряной звездой, Единая награда воинской части (подразделению);
- Четвёртый ряд: Благодарность части Военно-морского флота, Похвальная благодарность армейской воинской части ВМС с двумя бронзовыми звёздами службы, Лента боевой эффективности ВМС[англ.] с двумя знаками «E»;
- Пятый ряд: Экспедиционная медаль ВМС[англ.], Медаль за службу национальной обороне с двумя бронзовыми звёздами службы, Медаль «За службу во Вьетнаме» с тремя звёздами кампаний;
- Шестой ряд: Медаль за службу в Юго-Западной Азии с тремя бронзовыми звёздами службы, Экспедиционная медаль за глобальную войну с терроризмом, Служебная медаль «За глобальную войну с терроризмом»;
- Седьмой ряд: Медаль за службу в вооружённых силах, Медаль за гуманитарную помощь с двумя бронзовыми звёздами службы, Лента службы ВМС на море[англ.] с семью звёздами службы;
- Восьмой ряд: Медаль вьетнамской кампании, Медаль Освобождения Кувейта, Медаль эксперта ВМС по стрельбе из пистолета[англ.];
- Девятый ряд: Крест похвальной службы, Военная Медаль похвальной службы, Орден Восходящего солнца I степени.